# Заусцинский, Леонард Александрович
Леонард Александрович Заусцинский (1835/1836 — после 1903) — военно-медицинский инспектор Московского военного округа; тайный советник.

## Биография
Происходил из дворян Минской губернии. Родился 29 декабря 1835 (10 января 1836) года. В 1856 году окончил Медико-хирургическую академию со званием лекаря. В 1859 году получил звание доктора медицины и чин коллежского асессора.
В 1871 году в «Медицинском вестнике» был напечатан его «Военно-медицинский очерк войны 1870 года», вышедший в том же году отдельным изданием (СПб.: тип. Я. Трея, ценз. 1871. — 72 с.).
В чин действительного статского советника был произведён 17 января 1882 года. С 1887 года — помощник инспектора Московского военного округа; в 1891 году служил в Херсонской губернии — инспектором окружного военно-медицинского управления. Затем был возвращён в Москву — на должность военно-медицинского инспектора Московского военного округа.
Был награждён орденами: Св. Владимира 4-й (1874) и 3-й (1878) степеней, Св. Станислава 1-й степени (1888), Св. Анны 1-й степени (1891).
С 30 августа 1894 года — тайный советник. В 1903 году вышел в отставку.
Был женат на Брониславе Николаевне, по первому мужу — Семёновой. Их дети: Мария (род. 1874), замужем за полковником Сергеем Дмитриевичем Святогором-Штепиным; Александр (род. 1876).